# Shuhei Hotta
Shuhei Hotta (堀田 秀平 Hotta Shuhei?, nacido el 12 de mayo de 1989 en Chiba) es un futbolista japonés que se desempeña como defensa.

## Trayectoria

### Clubes
| Club                     | País      | Año         |
| ------------------------ | --------- | ----------- |
| Consadole Sapporo        | Japón     | 2008 - 2010 |
| Albirex Niigata Singapur | Singapur  | 2011 - 2014 |
| Songkhla United FC       | Tailandia | 2015        |
| Tokyo 23 FC              | Japón     | 2015        |
| Blaublitz Akita          | Japón     | 2016        |
| Ehime FC                 | Japón     | 2017        |
| Blaublitz Akita          | Japón     | 2018 -      |

## Estadística de carrera

### J. League
| Club              | Año   | J. League | J. League | Copa J. League | Copa J. League | Total | Total |
| Club              | Año   | Part.     | Goles     | Part.          | Goles          | Part. | Goles |
| ----------------- | ----- | --------- | --------- | -------------- | -------------- | ----- | ----- |
| Consadole Sapporo | 2008  | 0         | 0         | 0              | 0              | 0     | 0     |
| Consadole Sapporo | 2009  | 0         | 0         | -              | -              | 0     | 0     |
| Consadole Sapporo | 2010  | 2         | 0         | -              | -              | 2     | 0     |
| Blaublitz Akita   | 2016  | 22        | 0         | -              | -              | 22    | 0     |
| Ehime FC          | 2017  | 1         | 0         | -              | -              | 1     | 0     |
| Total             | Total | 25        | 0         | 0              | 0              | 25    | 0     |